# エアフレオ県

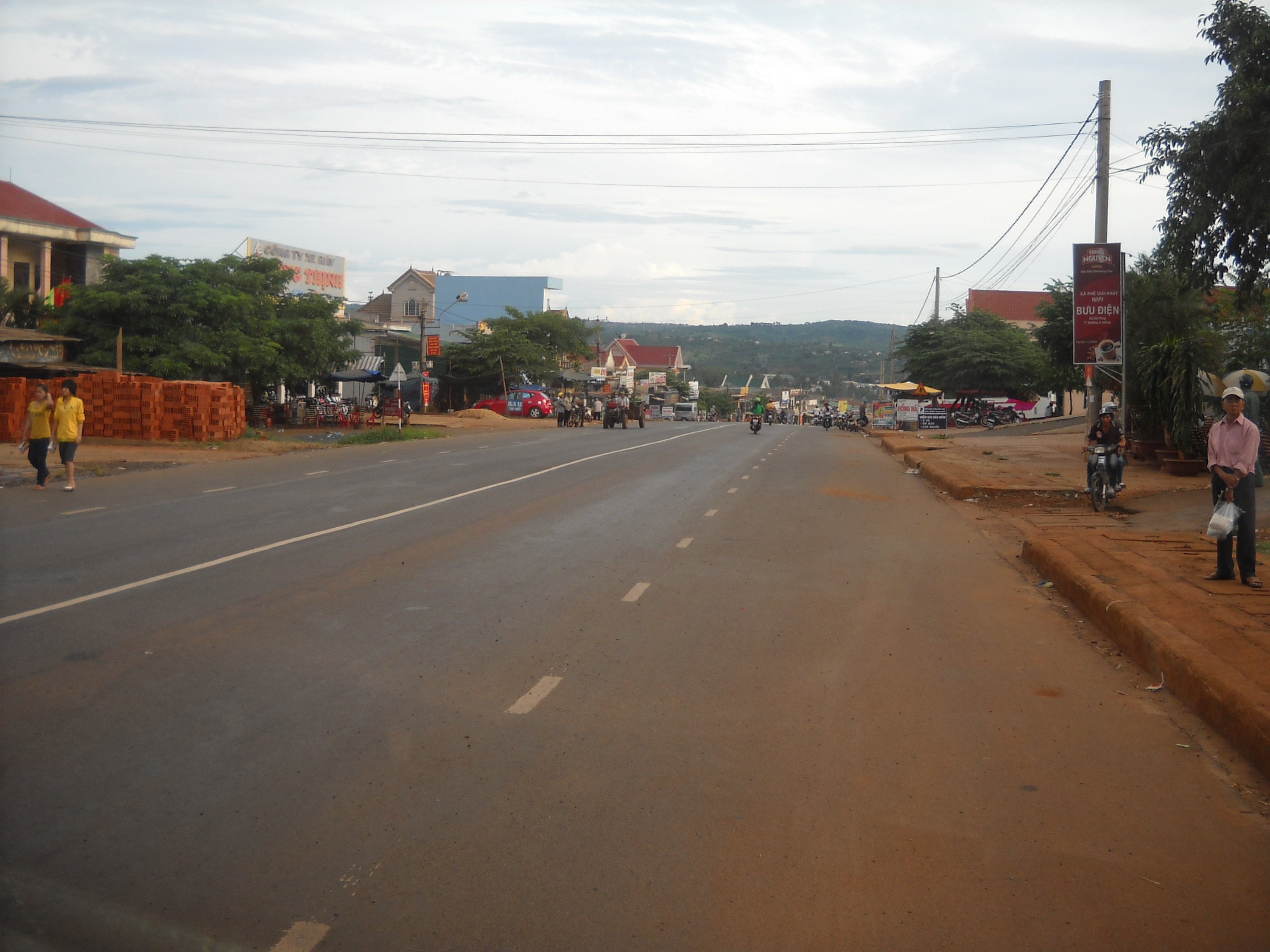
中心部エアドランの道路

エアフレオ県（エアフレオけん、ベトナム語：Huyện Ea H'leo?）は、ベトナム社会主義共和国ダクラク省に位置する県である。面積は1,335.12 km²、人口は128,347人（2017年）である。

## 行政区画
1市鎮11社から構成される。